# Принципы силового тренинга
Принципы силового тренинга — общий взгляд на проблемы преодоления физических и физиологических барьеров развития спортсмена в качественных и количественных характеристиках, таких как: рост скелетных мышц, повышение выносливости и силовых показателей. В связи с бурным развитием медицины, математики и других наук за последнюю сотню лет, началось более обоснованное понимание строения физических, химических, биологических и физиологических процессов, что позволило научными способами раздвинуть границы во всех видах спорта, а также жизни человека в целом.
Построение основных принципов силового тренинга заключаются в том, чтобы преодолеть барьеры силы и выносливости, поскольку спустя несколько месяцев после начала тренировок наступает так называемый «отказ» или, как говорят, — «мёртвая точка», также называемая эффектом «плато». Все принципы силового тренинга сильно выматывают организм со временем и, чтобы не терять зря время без тренировок, силовые тренировки чередуют с другими, несиловыми, позволяя организму восстановить свои силы. К принципам несилового тренинга относятся такие тренировки, как:
- высотная тренировка[англ.] — тренировка некоторых спортсменов на выносливость в течение нескольких недель на большой высоте, обычно более 2400 метров над уровнем моря, хотя чаще на средних высотах из-за нехватки подходящих высотных мест. На средних высотах воздух всё ещё содержит приблизительно 20,9 % кислорода, но атмосферное давление и, следовательно, парциальное давление кислорода снижается[1][2].
- Тренировка расслабления[англ.] — это любой метод, процесс, процедура или деятельность, которая помогает человеку расслабиться; достичь состояния повышенного спокойствия[англ.]; или иным образом уменьшить уровень боли, беспокойства, стресса или гнева. Техники релаксации часто используются в качестве одного из элементов более широкой программы по управлению стрессом и могут снизить мышечное напряжение, снизить кровяное давление и замедлить частоту сердечных сокращений и дыхания, помимо других преимуществ для здоровья[3].

## Принципы

### «Конфьюжн» или шокирование мышц
По мере тренировок организм спортсмена адаптируется к однообразной тренировочной программе и, чтобы поддерживать рост мышц дальше, организм необходимо постоянно «удивлять», «шокировать», то есть тренировочные программы постоянно меняются спортсменами — тип, количество и последовательность упражнений, сетов и повторов, когда они уже почти не вызывают никаких прогрессий, обычно это 2-4 месяца, либо составляются программы циклические, например, в три недели: 1-я неделя — 15-10 повторов в сете, вторая с увеличенным весом на 10-20 % — 8-6 повторов, третья с увеличенным весом на 20-40 % — 5-3-1 повторов; также тренировки выполняются эпизодически: 2 месяца тренировок от лёгкой недели до очень тяжёлой, постоянно наращивая интенсивность нагрузок, затем две недели лёгких тренировок для восстановления — такой принцип актуален больше для новичков.
Таким образом, выполняя упражнения с постоянно прогрессирующей нагрузкой, конечно, не забывая и об отдыхе для восстановления (см. § Прогрессирующая нагрузка), мышцы работают более эффективно, в результате чего они никогда не смогут адаптироваться к воздействующей на них нагрузке и будут постоянно расти.

### Тренировка одной группы мышц дважды в день. Метод «Двойной удар»
Этот вариант построения тренировочного процесса относится к профессиональным. Его создал Чарльз Поликвин (Сенсей Силы) — легендарный канадский тренер. Суть методики заключается в тренировке отстающей мышечной группы дважды в день, утром и вечером. Первое занятие проводится на тренажерах: разгибания рук на блоке и сгибания рук на бицепс. Все упражнения выполняются с большим числом повторений в сете: 12-15. Применяются методы интенсификации тренировочного процесса — супер-сеты. Во время вечернего занятия используются базовые упражнения: жимы узким хватом и сгибания рук со штангой стоя. Число повторений в упражнениях: 8-10. Стиль выполнения — силовой. Идея метода «Двойной удар» состоит в том, чтобы утомить белые мышечные волокна объемной нагрузкой во время первого занятия и на фоне силового стиля выполнения упражнений заставить тело включить в работу максимальное количество красных силовых волокон. Подобная схема тренинга относится к шоковым, применяется на коротком промежутке времени и является очень эффективной.

### Изоляция
Для максимальной проработки конкретной мышцы необходимо воздействовать «точечной» нагрузкой именно на неё, выключая работу вспомогательных мышц-стабилизаторов, позволяющих более точно контролировать движения и брать больший вес, распределяя его на множество групп мышц одновременно, чтобы этого избежать, требуется изолировать работу основной мышцы или группы мышц от других. Особенно это касается групп более малых мышц, чем самых больших, базовых (грудь, спина, квадрицепсы и др.), — бицепса руки, бицепса ноги, трицепса, голени и т. д.
Например, разгибая руки на блочном устройстве или кроссе, можно добиться большей изоляции трицепса, чем при жиме штанги лёжа. К изолирующим тренажёрам относятся следующие:
- тренажёры для мышц ног:
  - гакк-тренажер (прямой и обратный) — позволяет выполнять упражнение вместо классических приседаний, изолируя мышцы спины, поясничные и др.;
  - тренажёр для сгибания и/или разгибания ног — позволяет выполнять упражнение вместо классических приседаний, воздействую только на бицепс и квадрицепс бедра, изолируя мышцы голени, спины и др.;
- тренажёры для мышц груди:
  - тренажёр «бабочка» — позволяет выполнять упражнение вместо жимов лёжа или в наклоне, а также разведения рук с гантелями в стороны;
- тренажёры для мышц рук:
  - скамья Скотта — позволяет выполнять упражнение вместо подъёма штанги (гантели) на бицепсы рук, обычно используются короткие грифы, типа Z-гриф.

Несмотря на то, что работа с гантелями и штангами выглядит более внушительно, некоторые атлеты, например, тренируя руки на блоке, отмечают, что лучше чувствуют веса и выполняют движения более точно, особенно выполняя сгибания или разгибания рук только одной рукой, чувствуя сильнее напряжение при сокращении на каждом повторе, которое обычно теряется при использовании свободных весов.
Принцип изоляции воздействия нагрузок на конкретные мышцы становится особенно актуальным через 1-2 года тренировок.

### Пирамида
Принцип пирамиды также иногда называют «лесенкой», что означает постепенное увеличение (восходящая пирамида) или снижение (обратная, нисходящая пирамида) в каждом подходе веса в упражнении.
Например, если максимальный рабочий вес в жиме лёжа 100 кг, то в первом сете выставляем вес в 50 % — 50 кг, во втором увеличиваем вес примерно на 20 %, в третьем — на 15 %, в четвёртом — на 10 % и так постепенно приближаемся к своему запланированному рабочему весу или предельному максиму, который можем поднять только один раз. Собственно, так и происходят почти все тренировки — от разминки до рабочих весов.
Полная пирамида — после выполнения подхода с максимальным запланированным весом следует в обратном порядке такое же постепенное его уменьшение от подхода к подходу. Данный метод позволяет избежать травм, а также позволяет проработать разные типы мышечных волокон в рамках одной тренировки. Однако, часто этот метод оказывается неэффективным, поскольку утомление мышц в первых подходах с малыми весами не позволяет добиться высокого уровня нагрузки, стимулирующий рост мышц, поэтому выполняется не более трёх разминочных сетов с большим количеством повторений; обычно первый подход для «разогрева» мышц выполняют с большим количеством повторов, во втором и третьем подходе количество повторов снижается, а вес отягощения увеличивается.

### Сплит
Принцип разделения тренировок (или «сплит» от англ. split) — предполагает тренинг каждой части тела (как правило, отстающей) отдельно от других для достижения ускоренного или максимального эффекта от тренинга. Такой принцип тренировок очень эффективен, но требует длительного отдыха, поскольку может быстро привести к перетренированности.

### Приоритет отстающих мышц
У тренирующихся, особенно новичков, часто бывают отставания в развитии одних групп мышц относительно других. Этому способствуют следующие основные факторы:
- все мышцы по-разному откликаются на нагрузки;
- в рамках одной тренировочной программы нельзя предусмотреть одновременно равноценную нагрузку на все мышечные группы: невозможно одинаково хорошо проработать мышцы, нагружаемые в начале тренировки и в её конце;
- недоработка мышечных групп банально упражнениями, сетами или повторениями с применением различных методик силового тренинга;
- слишком большое внимание конкретным мышечным группам «любимыми» упражнениями, в результате таких акцентов и приоритетов мышцы не успевают восстанавливаться и расти из-за слишком частых или больших нагрузок, что ведёт к перетренированности мышц.

Диспропорция тела не только выглядит не эстетично, но и может отрицательно сказаться на развитии других мышечных групп, например, имея слабые бицепсы невозможно проработать широчайшие мышцы спины, а со слабой поясницей нельзя полностью выложиться в подъёме штанги на бицепс.
Чтобы подтянуть отстающие группы мышц, атлеты переходят на «сплит-тренировки», прорабатывая каждую группу мышц отдельно в свой выделенный для этого день, либо используют различные методики, повышающие интенсивность тренинга: суперсеты, дропсеты, гигантские и/или комбинированные сеты, форсированные и/или негативные повторения и т. д. Также выполняются в начале тренировки упражнения на более слабую часть тела, пока энергия находится на высоком уровне. Например, если запланирован тренинг бицепса и трицепса, но при этом трицепс развит слабее бицепса, сначала прорабатывается трицепс, а только потом бицепс. Если последним упражнением идёт приседание со штангой, то тренировку можно начинать с подъёма на носки для развития голени. Некоторые тренирующиеся начинают также тренировку с проработки мышц пресса, поскольку это сопутствует растяжке поясничного отдела, включаются мышцы спины, ног и рук, что позволяет «разогреть», «размять» сразу всё тело.

### Статическое напряжение
Статическое напряжение работающей мышцы сразу после выполнения упражнения с последующим растяжением позволяет как бы «догрузить» мышцу, отчего она, наполняясь кровью и избавляясь от ненужных «шлаков», становится более отзывчивой к нагрузкам.
Перед соревнованиями для улучшения сепарации мышц, выразительности рельефа и общей формы, в верхней точке движения выполняется задержка на несколько секунд перед опусканием снаряда и расслаблением мышц во время сета. Также с удержанием некоторые атлеты сознательно напрягают мышцы в догрузку их напряжённому состоянию для удержания веса, дополнительно психически концентрируя внимание на пиковом сокращении работающих мышц. В межсезонье для накачки массы веса не удерживают, выполняя упражнения в среднем темпе. Такая задержка веса осуществляется за счёт психологического усилия и потому приводит к быстрому психическому истощению, в итоге появляется чувство усталости уже в начале комплекса тренировки.
Примечание. Порой простое позирование атлетов перед зеркалом выматывает не меньше самой тренировки, поэтому для позирования иногда выделяют отдельные дни.

### Предварительное утомление
Предварительное утомление — метод, изобретённый писателем-бодибилдером Бобом Кеннеди, его популяризовал Артур Джонс и Майк Ментцер. Метод означает выполнение изолированного упражнения (односуставного) перед базовым (многосуставного) на одну и ту же группу мышц. В зависимости от целей, эти упражнения выполняются методом комбинированных сетов или поочерёдно, в рамках обычной тренировки. Из всех сверхинтенсивных приёмов только предварительное утомление (и сверхмедленный тренинг) можно применять длительное время, не рискуя перетренироваться.
Проработать детально все пучки и их крепления (сухожилия) какой-либо крупной мышцы или группы мышц невозможно одним только базовым упражнением, поэтому сначала изолированно прорабатывают все пучки и крепления мышцы, а затем базовым упражнением с включением дополнительных мелких вспомогательных мышц — «стабилизаторов» — «забивают» уже уставшую мышцу до «мышечного отказа». Существует мнение, что привычная нагрузка окажется для мышцы чрезвычайной и «пробьёт» её до самого последнего волокна. В результате мышцы прорабатываются сильнее обычного, что неуклонно ведёт к их дальнейшему росту.
Так, например, прокачивая Дельтовидный мышцы и грудь, можно выполнять жимы штанги лёжа, стоя или сидя после махов рук с гантелями или разведением рук в стороны лёжа, либо в наклоне (аналог — тренажёр «Бабочка»). Аналогично и с другими крупными мышцами: бицепсами, трицепсами (жим лёжа узким хватом штанги после «французского жима»), широчайшими мышцами спины (их также называют «крылья»), квадрицепсами ног.
Однако, поскольку главные движущие мышцы уже устали, подобный порядок упражнений травмоопасен и требует страховщика, поэтому атлеты иногда меняют порядок упражнений на обратный: сначала со свежими силами выполняют базовое упражнение, оборвав его за повтор до «отказа», затем изолирующее, целенаправленно доводя до «отказа» заданные мышцы, что сводит к минимуму потенциальный риск травмирования большими весами.

### Доборный вес
Доборный вес обычно используют атлеты, когда наступает эффект застоя, так называемый, эффект «плато», который иногда неверно называют адаптацией или привыканием. Эффект застоя бывает так или иначе у всех атлетов, когда мышцы отказываются прогрессировать в силе и, соответственно, в массе. Тогда веса на снарядах перестают расти, каждая тренировка становится похожей на предыдущую, все упражнения долгий промежуток времени (месяц и более) выполняются с одним и тем же отягощением. Чтобы проработать так называемую мёртвую точку, атлеты вынуждены применять метод доборного, добавочного веса (см. анимацию рядом), который также хорошо сочетается с «читингом», «неполной амплитудой», «негативом» и статическим удержанием.
Например, для прокачки грудных мышц используют метод «добавочного веса», при котором с увеличением амплитуды движения при сокращении мышц используются цепи, подвешенные с разных концов грифа штанги либо используются жгуты, которые чем больше растягиваются, тем большую нагрузку добавляют в конце амплитуды, например, для приседаний в раме Смита или гакк-тренажёре.

### Пиковое сокращение
Пиковое сокращение — это предельное напряжение работающей мышцы в состоянии максимального (пикового) сокращения, когда движение с отягощением приостанавливается и дополнительно волевым усилием спортсмена мышцы напрягаются ещё сильнее.
Например, для бицепса, при подъёме штанги либо гантелей на бицепс стоя, в верхней точке амплитуды, усилие работающей мышцы ничтожно мало, поэтому корпус слегка наклоняют вперёд в конце движения, за счёт чего нагрузка в конечной точке возрастает. Данного недостатка лишены упражнения на блоках, поддерживающие постоянное напряжение мышц по всей амплитуде. Применяя данный принцип, можно построить потрясающие пики на том же бицепсе, если позволяет генетика.

### Флашинг
Флашинг (от англ. flash — вспышка, взрыв, огонь) — технический приём Джо Уайдера, суть которого заключается в применении для тренинга конкретно выбранной мышцы сразу нескольких последовательно идущих упражнений. Правильное применение данного метода обеспечивает целевые мышечные группы максимально возможным кровенаполнением аналогично методу «пампинг».
В начале XX века передовая спортивная элита ошибочно полагала, что усиленный кровоток вреден для мышечных волокон: он вымывает из мышечных тканей молочную кислоту, тем самым тормозя и ухудшая метаболические процессы, протекающие в организме. Современные научные исследования учёных опровергли эти умозаключения, оказалось, что кровь и вправду вычищает мышечные ткани, но не от молочной кислоты, а от элементов белкового распада, то есть от побочных и остаточных продуктов жизнедеятельности, это означает что усиленный кровоток, не вреден, а наоборот — полезен при интенсивных тренировках.
Обильный кровоток необходим для транспортировки миофибриллам (мышечным клеткам) молекул кислорода и других питательных веществ, которые являются катализаторами внутриклеточных процессов. При этом повышается общее количество митохондрий — специальных внутриклеточных элементов, отвечающих за энергетику миофибрилл. В результате этого значительно увеличивается силовая выносливость организма и клетки, взаимодействуя с кровью, стремительно набирают свои размеры, то есть сила, выносливость и мышечные объёмы прогрессируют.
Феноменально быстрый мышечный рост, наблюдающийся во время применения принципа «флашинг», сподвиг большинство исследователей к системному всестороннему изучению физиологических особенностей этого приёма. Главный вопрос заключался в том, что даже все перечисленные выше факторы вместе взятые, по соображениям учёных, не способны обеспечить подобные рекордные темпы роста мышечной массы. Учёным пока не ясно, почему «флашинг» заставляет миофибриллы делиться интенсивнее. Исследование продолжаются и по сей день.
Подъёмы на бицепс. Атлет выполняет одно упражнение, затем второе, далее третье и так далее. Каждое из этих упражнений необходимо делать в привычном темпе с комфортно подобранным весом и с оптимальным числом подходов и повторений. Из каждого упражнения в комплексе необходимо выжать свой максимум и перейти к следующему. Мышцы должны трудиться беспрерывно, начиная с первого упражнения серии, и так продолжая до последнего, делая лишь небольшие паузы между отдельными подходами. Основная задача методики — обильно снабдить задействованные группы мышц кровью и на протяжении значительного времени удерживать их непрерывно в таком состоянии. Такой подход обеспечит доставку большого количества кислорода, стройматериалов, топлива и резервных запасов для восстановления разрушенных клеток и других, необходимых для полноценной работы мышц веществ, а также повлечёт за собой увеличение общего количества капилляров и, как следствие, усиление роста самой мышечной ткани.
В результате избытка большого количества молочной кислоты после применения «флашинга», зачастую возникает чрезмерная «крепатура», и нужно гораздо больше времени для полного восстановления, что неизбежно повлечёт за собой значительное торможение тренировочного процесса. Поэтому атлеты прибегают к «флашингу» не чаще одного раза в неделю, чередуя его с другими тренировочными методиками.

### Блиц
Означает применение всех указанных выше принципов в рамках одной тренировки. Применяется только очень опытными спортсменами, имеющими за плечами многолетний стаж тренировок, для «расшевеления» мышечных групп, потерявших способность к росту за время многолетнего тренинга.
К примеру, поднимая штангу на бицепс, сделайте в конце несколько повторов с помощью партнёра, затем сбросьте с помощью партнёров по диску с каждого конца грифа и продолжайте движение, и выполните ещё пару повторов с партнёром, очередной сброс дисков и продолжение упражнения. После окончания упражнения напрягите статически мышцы на несколько секунд. В этом случае здесь использовались принципы форсированных повторений, ступенчатых подходов (стриптиза) и статического сокращения мышц. Кроме того можно было добавить принципы негативных повторений, суперсетов или гигантских сетов и т. д. Не обязательно всё делать в рамках одного подхода. Их можно добавить в следующем подходе. Данным методом нельзя злоупотреблять даже элитным атлетам.

### Многосуставные упражнения и свободные веса
Сила всего тела зависит от совокупности сил всех крупных базовых (силовых) и мелких (координационных) мышц. Малые группы мышц проработать весьма тяжело по многим причинам, в основном это:
- большое количество малых мышц, тренинг которых может занять многие часы, если тренировать их все по отдельности;
- анатомически сложно проработать отдельными упражнениями, потому что малые группы мышц могут состоять из множества различных пучков, имеющих несколько точек крепления.

В связи с этим следует использовать главным образом базовые упражнения — жимы и тяги — вместо изолированных. Эти упражнения задействуют больше мышечных групп, как силовых, так и координационных, создают большее напряжение нервно-мышечной системы. Чем большая часть тела атлета задействована в упражнении, тем выше активация нервной системы.
Базовые упражнения не только способствуют увеличению массы и силы за более короткий срок, они также стимулируют выработку гормона роста. Кроме того, изменение режимов тренировки (свободные веса, против тренажёров) позволяет вовлечь в работу мелкие, но все же важные мышцы, так называемые «стабилизаторы».

### Взрывная сила
Основные принципы развития взрывной силы: тренировать одну и ту же группу мышц не чаще раза в неделю, а сами тренировки на «взрыв» не чаще двух раз в неделю (ЦНС и суставы должны отдыхать). Сам цикл взрывного тренинга не должен превышать 3-6 недель. Количество повторений должно быть таким, чтобы оно не отражалось на потери скорости, «взрыве» в каждом повторении, в котором необходимо выкладываться «до конца», работать на пределе, во взрывной манере подымая веса. Даже если движение снаряда визуально не ускорено, то об этом достаточно думать, давая мышцам сильнейший импульс от которого они быстрее устают, чем от плавных выверенных движений.
Чтобы максимально увеличить силовой потенциал, необходимо развивать мощность мышц. Чтобы добиться увеличения мощи, требуются взрывные тренировки, как дополнение к классическим силовым упражнениям: Мощь = Сила х Скорость. К силовым упражнениям относятся: плиометрические тренировки, спринтерский бег, олимпийские тяжелоатлетические упражнения и другое.

### Промежуточные (вложенные) сеты
Означает выполнение подходов на «трудные» мышцы, например, голень, пресс, предплечья и другие мышцы, между подходами на тренируемые мышечные группы. Позволяет набрать несколько сетов на неподатливые мышцы за время тренинга других мышц и тем самым способствует их развитию.

### Эксцентричная тренировка (негативные движения)
Основная статья: Эксцентричная тренировка
Эксцентрическое сокращение — это движение активной мышцы, когда она удлиняется под нагрузкой. При эксцентрической тренировке периодически выполняются эксцентрические сокращения мышц. Например, при сгибании бицепса действие опускания гантели назад от подъёма является эксцентрической фазой этого упражнения — до тех пор, пока гантель опускается медленно, а не даёт ей упасть (то есть бицепс находится в состоянии сокращения, контролируется скорость спуска гантели).
Эксцентрическое сокращение — одна из трёх отдельных фаз в движении мышц и сухожилий, две другие — изометрическое сокращение (без движения) и концентрическое сокращение (укорочение).
Эксцентрическая тренировка направлена на замедление удлинения мышечного процесса для стимулирования мышц, что приводит к их укреплению, более быстрому восстановлению и увеличению скорости метаболизма.
Эксцентрическое движение обеспечивает механизм торможения для групп мышц и сухожилий, которые испытывают концентрическое движение, чтобы защитить суставы от повреждения при ослаблении сокращения.
Эксцентрическая тренировка подходит для случайных и высокоэффективных спортсменов или пожилых людей и пациентов, желающих реабилитировать определённые мышцы и сухожилия.

### Высокоинтенсивный тренинг
Основная статья: Высокоинтенсивный тренинг
Высокоинтенсивные тренировки (HIT) — это форма силовых тренировок, популяризированная в 1970-х годах Артуром Джонсом, основателем Nautilus. Тренировка направлена на выполнение качественных повторений силовых тренировок до момента кратковременной мышечной недостаточности. Тренировка учитывает количество повторений, вес и количество времени, в течение которого мышцы подвергаются напряжению, чтобы максимизировать количество мышечных волокон.

### Тренировка «динозавров»
Основная статья: Тренировка «динозавров»
Тренировка «динозавров» — это философия силовой тренировки / физической культуры, способствующая возвращению к традиционным упражнениям и тренировкам для сильных людей, включая:
- Отказ от лекарств и добавок;
- Высокий вес для низких повторений, в том числе синглов;
- Упражнения с весом;
- Подъёмные кеги, наковальни, медицинские шары, мешки с песком и другие тяжёлые неуклюжие предметы;
- Комплексные упражнения со штангой (приседания, тяги и т. д.).

Основными текстами, описывающими философию Динозавров, являются «Динозавр дрессировки» (1996; 2-е издание, 1998), написанные Бруксом Д. Кубиком; Тренировка веса динозавров (2006), написанная Бруксом Д. Кубиком; и информационный бюллетень «Динозавровые файлы», издаваемый Кубиком с августа 1997 года по август 2002 года, а затем воскресший с исправлениями и обновлениями в 2006 году; и Legacy of Iron (2008), написанный Бруксом Д. Кубиком. «Окончательное руководство Ironman по наращиванию мышечной массы» (англ. Ironman's Ultimate Guide To Building Muscle Mass) включает в себя главу Кубика о «тренировке динозавров».

### Прогрессирующая перегрузка
Основная статья: Прогрессирующая перегрузка
Прогрессирующая перегрузка — это постепенное увеличение нагрузки на тело во время тренировок путём плавного повышения рабочих весов отягощений и интенсивности выполнения упражнений. Данный принцип тренировок разработал военный врач Томас Делорме (англ. Dr. Thomas L. DeLorme), доктором медицины, когда он реабилитировал солдат после Второй мировой войны, получивших серьёзные травмы. Делорме экспериментировал с новой техникой реабилитации, с использованием силовых тренировок для скорейшего выздоровления, он полагал, что тяжёлая тренировка окажется полезной для раненых военнослужащих.
Тренировки Делорме состояли из нескольких упражнений с отягощениями, в которых пациенты поднимали отягощения до 10 повторений. К 1948 году Делорме усовершенствовал систему, включив в неё три более тяжёлых набора из 10 повторений, и назвал программу «Упражнение с прогрессивным сопротивлением». Программа высокой интенсивности стала успешнее других и была принята в качестве стандарта в программах военной и гражданской физиотерапии. В 1951 году Делорме опубликовал статью «Упражнения с прогрессивным сопротивлением: техника и применение в медицине», которая получила широкое распространение среди других врачей и медицинских работников. Книга и академические публикации Делорме о «прогрессивных упражнениях с отягощениями» помогли легитимизировать силовые тренировки и заложили основу науки об отягощениях.
Техника признана в качестве основополагающего принципа успеха в различных формах программ силовых тренировок, включая фитнес-тренировку, силовые тренировки, высокоинтенсивные тренировки и программы физиотерапии. Общей целью программ данных силовых тренировок является увеличение или поддержание физической силы или мышечной массы. Для достижения большей силы, в отличие от поддержания текущей силовой способности, необходимо напрягать мышцы (см. Скелетная мышечная ткань) таким образом, чтобы вызвать естественную адаптационную реакцию организма на новые требования, предъявляемые к нему.
Прогрессирующая перегрузка не только стимулирует мышечную гипертрофию, но и стимулирует развитие более крепких и плотных костей, связок, сухожилий и хрящей. Прогрессирующая перегрузка также постепенно увеличивает приток крови к тренированным областям тела и стимулирует более чувствительные нервные связи между мозгом и задействованными мышцами. И наоборот, уменьшение использования мышц приводит к постепенной потере массы и силы, известной как Мышечная атрофия (см. Атрофия и Мышечная атрофия). Сидячие люди часто теряют фунт или больше мышц ежегодно.
Потеря 10 фунтов мышц за десятилетие является одним из последствий сидячего образа жизни. Адаптивные процессы человеческого организма будут реагировать только в том случае, если постоянно будут прилагать больше усилий для удовлетворения более высоких физиологических потребностей.

### Баллистическая тренировка
Основная статья: Баллистическая тренировка
Баллистическая тренировка — силовая тренировка, является формой тренировки, которая включает в себя бросание тяжестей и прыжки с тяжестями для увеличения «взрывной» силы. Цель баллистических упражнений — максимизировать фазу ускорения движения объекта и минимизировать фазу замедления. Например, бросание медицинских шаров максимизирует ускорение шара; это можно сравнить со стандартным упражнением с отягощениями, в котором в конце повторения наступает явно выраженная фаза замедления, то есть в конце упражнения с жимом лёжа штанга замедляется и останавливается. Точно так же атлет, прыгающий, удерживая трапбар, максимизирует ускорение веса в процессе удержания его во время прыжка; где, как они могли бы замедлить его в конце стандартной тяги трапбара.

### Интенсивная интервальная тренировка
Основная статья: Интенсивная интервальная тренировка
Интенсивная интервальная тренировка (HIIT от англ. High-intensity interval training), также называемая высокоинтенсивной прерывистой тренировкой (HIIE от англ. High-intensity intermittent exercise) или спринт-интервальной тренировкой (SIT от англ. Sprint interval training), является формой интервальной тренировки, стратегии сердечно-сосудистых упражнений, чередующей короткие периоды интенсивных анаэробных упражнений с менее интенсивными периодами восстановления. До тех пор, пока не исчерпаны силы для продолжения. Хотя не существует универсальной продолжительности сеанса HIIT, эти интенсивные тренировки обычно длятся менее 30 минут, а время варьируется в зависимости от текущего уровня физической подготовки участника. Продолжительность HIIT также зависит от интенсивности сеанса.
Тренировки HIIT обеспечивают улучшенные спортивные возможности и состояние, а также улучшенный метаболизм глюкозы. По сравнению с более длительными сеансами, включающими другие схемы лечения, HIIT может быть не столь эффективным для лечения гиперлипидемии и ожирения или улучшения мышечной и костной массы. Тем не менее, исследования показали, что схемы HIIT приводят к значительному сокращению жировой массы всего тела. Некоторые исследователи также отмечают, что HIIT требует «чрезвычайно высокого уровня мотивации субъекта», и задаются вопросом, может ли население в целом безопасно или на пределе терпеть экстремальный характер режима упражнений.

### Принцип Пилатес
Пилатес (/pɪˈlɑːtɪz/; немецкий: [piˈlaːtəs]) — это система физической подготовки, разработанная в начале 20-го века Джозефом Пилатесом, в честь которого она была названа. Пилатес назвал свой метод «Контрология». Это практикуется во всём мире, особенно в западных странах, таких как Канада, США и Великобритания. По состоянию на 2005 год в Соединённых Штатах регулярно практиковали 11 миллионов человек и 14 000 инструкторов.
Имеются лишь ограниченные данные в поддержку использования пилатеса для облегчения боли в пояснице или улучшения баланса у пожилых людей. Данные исследований показывают, что хотя пилатес улучшает баланс, существуют ограниченные данные о том, влияет ли это на пожилых людей. Не было показано, что пилатес является эффективным средством лечения любого заболевания. Существует ряд доказательств того, что регулярные сеансы пилатеса могут помочь в формировании мышц у здоровых взрослых по сравнению с отсутствием физических упражнений.

### Комплексная тренировка
Основная статья: Комплексный тренинг
Комплексная тренировка, также известная как контрастная тренировка или тренировка после активации, включает в себя интеграцию силовой тренировки и плиометрии в тренировочную систему, предназначенную для повышения взрывной силы. По словам Джейс Дервин:
|               | Strength training and plyometric training are both effective measures for increasing athletic performance independent of each other, but a true program designed for power-based athletes needs to incorporate both disciplines. A study done in 2000 in the NSCA's Journal of Strength and Conditioning Research measured three different training protocols: strength training, plyometric training, and a combination of both. The group that used combined methods was the only group that showed significant increases in BOTH strength and power. |  | Силовая тренировка и плиометрическая тренировка являются эффективными мерами для повышения спортивных результатов независимо друг от друга, но настоящая программа, разработанная для силовых атлетов, должна включать обе дисциплины. Исследование, проведенное в 2000 году в Журнале исследований силы и кондиционирования NSCA (англ. Journal of Strength and Conditioning Research), измеряло три различных протокола тренировки: силовые тренировки, плиометрические тренировки и их комбинацию. Группа, которая использовала комбинированные методы, была единственной группой, которая показала значительное увеличение силы и мощности ОБА. |  |
| [ 30 ] [ 31 ] | |  | |  |

### Толчки руками
Основная статья: Толчки руками
Толчки руками (англ. Pushing hands, англ. Push hands или англ. tuishou (поочерёдно пишется «tuei shou» или «tuei sho») — название тренировочных упражнений для двух человек, практикуемых в нэйцзя — китайских боевых искусствах, таких как багуачжан, синъицюань, тайцзицюань (тайцзи-цюань), люхэбафацюань, ицюань. Это также игра как международный спорт, сродни дзюдо, сумо и борьбе, особенно в Тайване, где проводится чемпионат мира по тайцзицюань два раза в год.

### Изоинерциальное сопротивление
Основная статья: Изоинерциальное сопротивление
Изоинерциальное сопротивление — тип сопротивления, используемое при силовых тренировках, которое поддерживает постоянную инерцию во всём диапазоне движения, способствуя постоянному сопротивлению и максимальной мышечной силе под каждым углом движения.
Термин «изоинерциальный» происходит от слов «изо» (один и тот же) и «инерционный» (сопротивление), которые в одной терминологии описывают основную концепцию изоинерциальной системы или выражают одну и ту же инерцию как в концентрической, так и в эксцентрической фазах сокращения мышц.